# 게인브리지 필드하우스
게인브리지 필드하우스(영어: Gainbridge Fieldhouse)는 미국 인디애나주 인디애나폴리스에 위치한 실내 경기장이다. NBA 인디애나 페이서스와 WNBA 인디애나 피버의 홈 경기장으로 사용하고 있고, 과거 G 리그 인디애나 매드 앤츠의 홈 경기장으로 사용했다.
| NBA 올스타전 개최 경기장 |                              |             |
| 2023년                   | 2024년 게인브리지 필드하우스 | 2025년      |
| 비빈트 아레나            | 2024년 게인브리지 필드하우스 | 체이스 센터 |
|                          |                              |             |
|                          |                              |             |

| WNBA 올스타전 개최 경기장 |                              |                      |
| 2024년                    | 2025년 게인브리지 필드하우스 | 2026년               |
| 풋프린트 센터             | 2025년 게인브리지 필드하우스 | 미켈롭 울트라 아레나 |
|                           |                              |                      |
|                           |                              |                      |